# فنیل‌آلانین هیدروکسیلاز

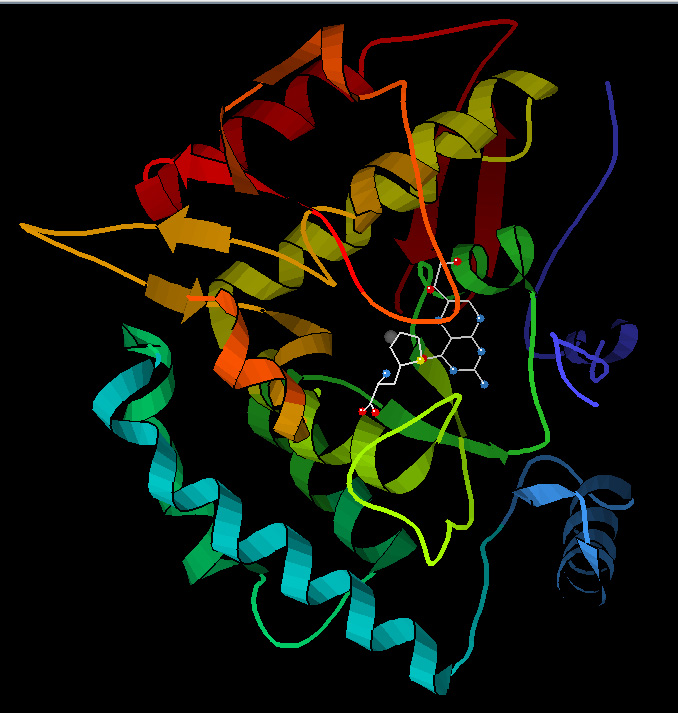
ساختار سه‌بعدی فنیل‌آلانین هیدروکسیلاز

فنیل‌آلانین هیدروکسیلاز آنزیمی است که باعث هیدروکسیله شدن اسید آمینهٔ فنیل‌آلانین و تبدیل آن به اسید آمینهٔ تیروزین می‌شود. کوآنزیم این واکنش، تتراهیدروبیوپترن (BH۴) است. عدم انجام این واکنش‌ها منجر به نارسایی می‌شود که فنیل کتونوری، نام دارد.

## فنیل کتونوری
بیماری فنیل کتونوری یک نقص متابولیکی مادرزادی نادر است. اختلال اصلی در این بیماری، تجمع اسید آمینهٔ فنیل‌آلانین در مایعات بدن و دستگاه عصبی است. تجمع این اسید آمینه به دلیل عدم وجود آنزیم مورد نیاز برای تبدیل فنیل‌آلانین به تیروزین رخ می‌دهد. تجمع غیرطبیعی این اسید آمینه در بدن کودک، خطرناک است و منجر به بروز اختلالاتی در مغز و پوست می‌شود.
فنیل‌آلانین پس از ورود به بدن توسط آنزیمی به نام «فنیل‌آلانین هیدروکسیلاز» شکسته و به تیروزین تبدیل می‌شود. فنیل‌آلانین هیدروکسیلاز آنزیمی است که باعث هیدروکسیله شدن اسید آمینهٔ فنیل‌آلانین و تبدیل آن به اسید آمینهٔ تیروزین می‌شود و کوآنزیم این واکنش، تتراهیدروبیوپترن (BH۴) است. سپس تیروزین شکسته شده و به مواد متعددی از جمله رنگ‌دانهٔ پوست و مو تبدیل شده و متابولیت‌های نهایی آن از بدن دفع می‌شود. پس چنانچه آنزیم «فنیل‌آلانین هیدروکسیلاز» که فقط در کبد ساخته می‌شود به دلیل اختلالات ژنی وجود نداشته باشد «فنیل‌آلانین» وارد شده به بدن، در بافت‌های مختلف از جمله مغز تجمع یافته و سبب آسیب‌های متعددی به بافت مغز می‌شود.

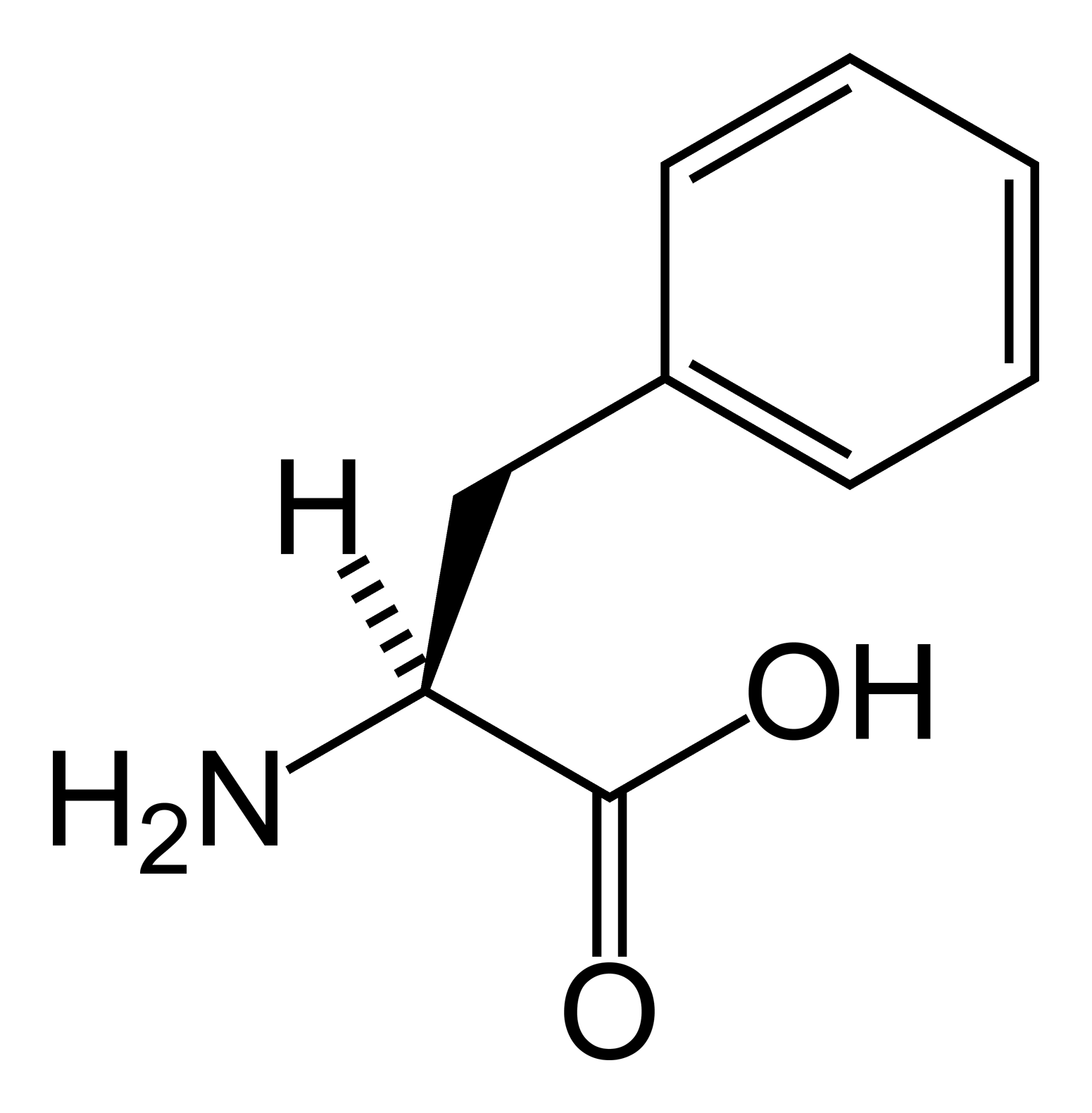
فنیل آلانین
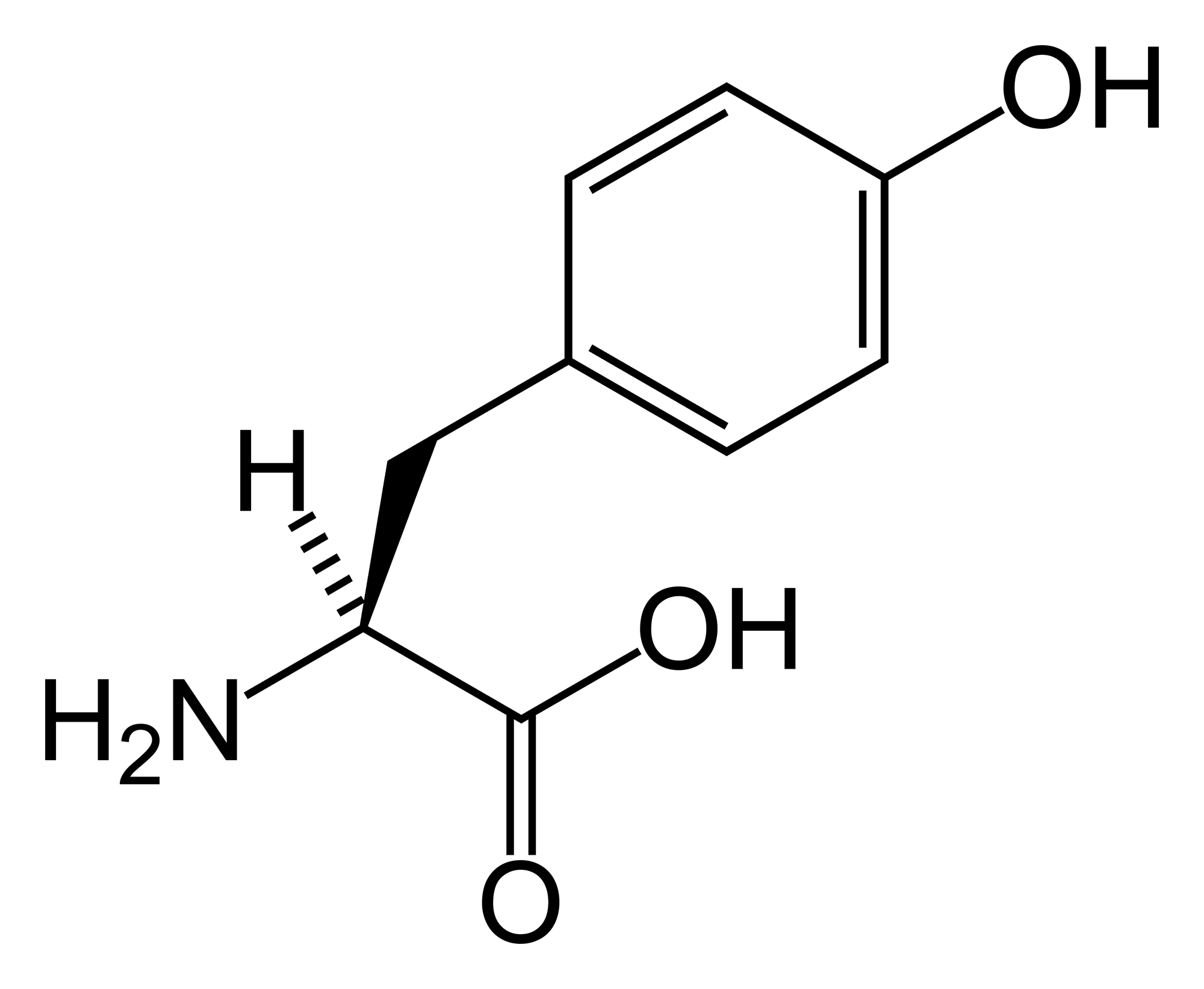
تیروزین